# So, It's Like That
So, It's Like That è il secondo album in studio del musicista blues rock statunitense Joe Bonamassa, pubblicato nel 2002.

## Tracce
1. My Mistake – 4:53
2. Lie #1 – 4:22
3. No Slack – 5:05
4. Unbroken – 3:48
5. So, It's Like That – 2:49
6. Waiting for Me – 3:53
7. Never Say Goodbye – 3:32
8. Mountain Time – 3:41
9. Pain and Sorrow – 10:36
10. Takin' the Hit – 4:43
11. Under the Radar – 3:20
12. Sick in Love – 3:24
13. The Hard Way – 7:48